# South West England
South West England, også kendt på dansk som Sydvest-England, er en af de 9 regioner i England. Regionen er den arealmæssigt største i England. South West England består af 7 ceremonielle grevskaber, men er administrativt inddelt i 15 forskellige områder.
Storbritannien som helhed havde 73 medlemmer af Europa-Parlamentet ved valget dertil i 2014. Disse medlemmer vælges i regionerne, hvor Nordirland, Skotland, Wales, og hver af de engelske regioner udgør valgkredse, på nær at det britiske oversøiske territorium Gibraltar er del af South West England-kredsen. South West England havde 6 medlemmer i 2014.

## Kultur
South West England dækker området kendt som the West Country (en) og store dele af det historiske Wessex (men dog ikke Hampshire). Englands vestligste punkt, Crim Rock på Isles of Scilly, befinder sig i regionen. Ligeledes findes det vestligste punkt på det engelske fastland, Dr. Syntax's Head på Land's End i Cornwall, i regionen. Stonehenge ligger i grevskabet Wiltshire i regionen.
South West England kendes derudover blandt andet som oprindelsesstedet for cheddarosten samt stedet for afholdelsen af den årlige Glastonbury Festival, verdens største musikfestival.
Blandt lokale aviser i regionen kan nævnes Bath Chronicle, Bristol Evening Post, Western Daily Press, the Dorset Echo, the Exeter Express and Echo, og Western Morning News.

## Ceremonielle grevskaber
- Bristol
- Cornwall
- Devon
- Dorset
- Gloucestershire
- Somerset
- Wiltshire

## Administrativ inddeling

### Enhedslige myndigheder
Der er 13 enhedslige myndigheder i South West England:
- Bath and North East Somerset (ceremonielt en del af Somerset)
- Bournemouth, Christchurch and Poole (ceremonielt en del af Dorset)
- Bristol (dækker hele det ceremonielle Bristol)
- Cornwall (ceremonielt en del af Cornwall)
- Dorset (ceremonielt en del af Dorset)
- Isles of Scilly (ceremonielt en del af Cornwall)
- North Somerset (ceremonielt en del af Somerset)
- Plymouth (ceremonielt en del af Devon)
- Somerset (ceremonielt en del af Somerset)
- South Gloucestershire (ceremonielt en del af Gloucestershire)
- Swindon (ceremonielt en del af Wiltshire)
- Torbay (ceremonielt en del af Devon)
- Wiltshire (ceremonielt en del af Wiltshire)

### Non-metropolitan counties
Der er 2 non-metropolitan counties i South West England:
- Devon (dækker det ceremonielle Devon på nær Plymouth og Torbay)
- Gloucestershire (dækker det ceremonielle Gloucestershire på nær South Gloucestershire)

50°58′N 3°13′V / 50.96°N 3.22°V